# Пытель, Антон Яковлевич
Антон Яковлевич Пытель — профессор, советский хирург-уролог, член-корреспондент АМН СССР, заслуженный деятель науки РСФСР, член КПСС.

## Биография
В 1924 году Пытель А.Я окончил 2-й Московский университет. После института работал в Москве врачом-хирургом в больнице имени Н. А. Семашко, затем ассистентом и доцентом клиники общей хирургии 2-го Московского мединститута.
В 1933 году Пытель А.Я получил звание приват-доцента.
В 1937 году защитил докторскую диссертацию на тему печеночно-почечном синдром в хирургии.
В 1937 году он был избран заведующим кафедрой хирургии факультета и курса урологии в Сталинградском медицинском институте и занимал эту должность до 1953 года. Пытель А.Я был главным урологом Минздрава СССР.
Во время Великой Отечественной войны Антон Яковлевич, будучи хирургом в эвакогоспитале, опубликовал руководство для врачей, в котором были показаны показания и противопоказания к переливанию крови у пациентов с сепсисом и септическими состояниями.
С 1953 по 1963 год работает во 2-м Московском мединституте заведующим кафедрой урологии.
В 1962 году Пытель А.Я получает звание заслуженного деятеля науки РСФСР.
в 1963 году он избран член-корреспондентом АМН СССР. Антон Яковлевич был председателем хирургического и урологического общества Сталинграда.
А. Я. Пытель был главным редактором журнала «Урология и нефрология» и ответственным редактором редакционного отдела «Урология, нефрология, сексопатология» изданий БМЭ. Он является создателем большой школы отечественных урологов. Под его руководством выполнено 15 докторских и 28 кандидатских диссертаций. А. Я. Пытель являлся почетным членом Чехословацкого научного общества имени Пуркинье, Румынского медицинского общества, Польского урологического общества, Венгерских научных медицинских обществ, почетный член-корреспондент Немецкого урологического общества.
Сын — член-корреспондент РАМН Юрий Антонович Пытель (1929—1998)
Умер в 1982 году. Похоронен на Введенском кладбище (15 уч.).

## Научная деятельность
Основные направления исследований:
- Диагностическое значение определения венозного давления в хирургии
- Варикозное расширении вен верхних мочевых путей
- Латентная гепатопатия при новообразованиях почки
- Синдром раздавливания
- Тромбофлебит подмышечной вены (синдром Педжета—Шреттера)
- Оперативное лечении нефрогенной гипертензии

### Основные работы
- Печеночно-почечный синдром в хирургии (гепато-нефриты). Экспериментально-клиническое исследование (1938)
- Лоханочно-почечные рефлюксы и их клиническое значение (1959)
- Искусственная почка и её применение в современной клинике (1961)
- Пиелонефрит (1961)
- Острая почечная недостаточность (1963)
- Основы практической урологии (1964)
- Тазовая флебография и её диагностическое значение (1965)
- Рентгенодиагностика урологических заболеваний (1966)
- Новые методы выявления пиурии при пиелонефрите (1968)
- Основы практической урологии (1969)
- Избранные главы нефрологии и урологии (1968)
- Избранные главы нефрологии и урологии (1970)
- Урологические заболевания и их предупреждения (1970)
- Урология (1970)
- Радиоизотопная диагностика хирургических заболеваний почек (1970)
- Опухоли мочевого пузыря и их лечение (1972)
- Избранные главы нефрологии и урологии (1973)
- Заболевания единственной почки (1973)
- Клиническое значение пиело-ренальных рефлюксов (1975)
- Очерки по детской урологии (1977)
- Пиелонефрит (1977)

## Разработки
- Тест Каковского-Аддиса
- Выявление клеток Штернгеймера-Мальбина
- Диагностика бактериурии при помощи
- Трифенил-тетразолийхлорида
- Микроскопия осадка мочи
- Упрощенный способ посева мочи петлей на твердую среду[5]